# Анаксимандр
Анаксима́ндр Миле́тский (др.-греч. Ἀναξίμανδρος, 611 — 546 до н. э.) — древнегреческий философ, представитель милетской школы натурфилософии, ученик Фалеса Милетского и учитель Анаксимена. Автор трактата «О природе», написанного в стихотворной форме. Ввёл термин «закон», применив это понятие общественной практики к природе и науке. Анаксимандру приписывают одну из первых формулировок закона сохранения материи («из тех же вещей, из которых рождаются все сущие вещи, в эти же самые вещи они разрушаются согласно предназначению»).

## Космология
Небесные светила Анаксимандр считал не отдельными телами, а «окошками» в непрозрачных оболочках, скрывающих огонь. Земля имеет вид части колонны — цилиндра, диаметр основания которого в три раза превышает высоту: «из двух [плоских] поверхностей по одной ходим мы, а другая ей противоположна».
Земля парит в центре мира, ни на что не опираясь. Землю окружают исполинские трубчатые кольца-торы, наполненные огнём. В самом близком кольце, где огня немного, имеются небольшие отверстия — звёзды. Во втором кольце с более сильным огнём находится одно большое отверстие — Луна. Оно может частично или полностью перекрываться (так Анаксимандр объясняет смену лунных фаз и лунные затмения). В третьем, дальнем кольце, имеется самое большое отверстие, размером с Землю; сквозь него сияет самый сильный огонь — Солнце. Вселенную Анаксимандра замыкает небесный огонь.
Таким образом, Анаксимандр полагал, что все небесные светила находятся на разном расстоянии от Земли. Видимо, порядок следования соответствует следующему физическому принципу: чем ближе оно к небесному огню и, следовательно, чем дальше от Земли, тем оно ярче. Анаксимандр сделал попытку определить численные параметры системы мира. До нас дошли только некоторые из них. Согласно различным древним авторам, размеры кольца Солнца составляют в 27 или 28 больше размера земного цилиндра, кольцо Луны в 19 раз превышает Землю. Ряд историков предпринял попытки реконструировать параметры системы Анаксимандра. Некоторые из них сведены в следующую таблицу (наклонная линия (например, 9/10) указывает внешние и внутренние значения). Предполагается, что в основе Вселенной Анаксимандра лежит математический принцип: все расстояния кратны трём.
|                 | Поль Таннери | Джерард Наддаф | Дирк Купри | Роберт Хан |
|                 | Диаметр      | Радиус         | Радиус     | Диаметр    |
| Земля           | 1            | 1              | 1          | 3          |
| Звезды (кольцо) | 9/10         | 7/9            | 9/10       | 9/10       |
| Луна (кольцо)   | 18/19        | 17/19          | 18/19      | 18/19      |
| Солнце (кольцо) | 27/28        | 27/29          | 27/28      | 27/28      |

В системе мира Анаксимандра пути небесных тел являются целыми кругами. Эта точка зрения, в настоящее время вполне очевидная, была новаторской во времена Анаксимандра (мы не можем непосредственно наблюдать ту часть траектории, которая лежит «под землёй», и для подобного вывода требовалась неортодоксальность выводов). Эта первая в истории астрономии геоцентрическая модель Вселенной с орбитами светил вокруг Земли позволяла понять геометрию движений Солнца, Луны и звёзд.
Вселенная мыслится центрально-симметричной; отсюда у находящейся в центре Космоса Земли отсутствует основание двигаться в каком-либо направлении. Тем самым Анаксимандр оказался первым, кто предположил, что Земля свободно покоится в центре мира без опоры.
Некоторые античные авторы приписывали Анаксимандру представление о существовании бесконечного множества миров; современные историки не пришли к согласию относительно достоверности этих свидетельств.

## Космогония
Анаксимандр стремился не только геометрически точно описать мир, но и понять его происхождение. В сочинении «О природе», известном по пересказам и единственному сохранившемуся фрагменту, Анаксимандр даёт описание Космоса от момента его возникновения до происхождения живых существ и человека.
Вселенная, по Анаксимандру, развивается сама по себе, без вмешательства олимпийских богов. Источником происхождения всего сущего Анаксимандр полагает некое бесконечное, «нестареющее» [божественное] начало — апейрон (ἄπειρον) — которому присуще непрерывное движение. Сам апейрон, как то, из чего всё возникает и во что всё превращается, есть нечто постоянно пребывающее и неуничтожимое, беспредельное и бесконечное во времени. (До Аристотеля слово «апейрон» у всех античных мыслителей, включая Анаксимандра, выступало как прилагательное, то есть, атрибут некоего существительного.)
Апейрон в результате вихреобразного процесса разделяется на физические противоположности горячего и холодного, влажного и сухого и т. д., взаимодействие которых порождает шарообразный космос. Противоборство стихий в возникшем космическом вихре приводит к появлению и разделению веществ. В центре вихря оказывается «холодное» — Земля, окружённая водой и воздухом, а снаружи — огонь. Под действием огня верхние слои воздушной оболочки превращаются в твёрдую кору. Эту сферу затвердевшего аэра (ἀήρ, воздух) начинают распирать пары кипящего земного океана. Оболочка не выдерживает и раздувается («отрывается», как указано в одном из источников). При этом она должна оттеснить основную массу огня за пределы нашего мира. Так возникает сфера неподвижных звёзд, а самими звёздами становятся поры во внешней оболочке. Причем Анаксимандр утверждает, что вещи обретают своё бытие и состав на время, «в долг», а затем, по закону, в определённый срок, возвращают должное породившим их началам.
Заключительный этап возникновения мира — появление живых существ. Анаксимандр предположил, что все живые существа произошли из отложений высохшего морского дна. Все живое порождается испаряемой солнцем влагой; когда океан выкипает, обнажив сушу, живые существа возникают «из нагретой воды с землёй» и рождаются «во влаге, заключённые внутрь илистой скорлупы». То есть, естественное развитие, по Анаксимандру, включает не только возникновение мира, но и самозарождение жизни.
Анаксимандр считал Космос подобным живому существу. В отличие от нестареющего времени он рождается, достигает зрелости, стареет и должен погибнуть, чтобы возродиться вновь: «…совершается гибель миров, а намного раньше их рождение, причем испокон бесконечного веку повторяется по кругу всё одно и то же».
Рассуждая о различных видах существования первоначала, Анаксимандр выдвинул идею о паритетности материальных состояний. Влажное может высохнуть, сухое — увлажниться и т. д. Противоположные состояния имеют под собой общую основу, будучи сосредоточены в неком едином, из которого они все вычленяются. Эта идея проложила путь к одному из важнейших диалектических понятий последующей философии — понятию «единства и борьбы противоположностей».

## Астрономия и география
Анаксимандр пытался сравнить величину Земли с другими известными в то время планетами. Как считается, составил первую карту Земли (которая до нас не дошла, но частично восстановлена по описаниям древних авторов, в том числе Гекатеем).
Впервые в Греции установил гномон — простейшие солнечные часы и усовершенствовал вавилонские солнечные часы, имевшие форму сферической чаши — так называемый скафис (σκαφίς).